# Elvis' Christmas Album
Elvis' Christmas Album is een album met kerstsongs van Elvis Presley, voor het eerst uitgebracht in 1957. In de jaren daarna is het verschillende keren opnieuw uitgebracht, soms met alternatieve hoezen en een gewijzigde tracklisting. Van de verschillende uitgaven zijn alleen al in de VS meer dan 13 miljoen exemplaren verkocht, waarmee het het bestverkochte kerstalbum aller tijden is in dat land.

## Originele uitgave
Het oorspronkelijke album bevatte twaalf nummers, bestaande uit een combinatie van bekende kerstklassiekers, gospels en twee speciaal voor dit album geschreven liedjes (Santa Claus is Back in Town en Santa Bring My Baby Back (To Me)). De vier gospelnummers, die qua inhoud weinig met kerst te maken hadden, waren begin 1957 al op een ep verschenen getiteld Peace in the Valley. De overige acht nummers werden in september 1957 opgenomen.
Onder de bekende kerstliedjes bevond zich onder meer Presley's versie van White Christmas van Bing Crosby, een versie die door componist Irving Berlin zó werd afgekeurd, dat hij persoonlijk dj's en radiostations vroeg het nummer niet te draaien. Andere bekende liedjes waren Silent Night en Blue Christmas.
De eerste oplage was (voor die tijd) luxe uitgevoerd, met een klaphoes en tien pagina's met full-colour foto's uit Presley's film Jailhouse Rock uit 1957.
Het album was meteen een groot succes. Eind 1957 stond het vier weken op nummer 1 in de albumlijst van Billboard, het vierde nummer 1-album van Presley in minder dan twee jaar. Ook in de jaren erna bleef Elvis' Christmas Album populair; het stond - met tussenpozen - tot en met 2005 elk kerstseizoen in de Amerikaanse lp-lijsten.

## Tracklisting
Kant A:
- 1. Santa Claus Is Back In Town

(Jerry Leiber & Mike Stoller)
- 2. White Christmas

(Irving Berlin)
- 3. Here Comes Santa Claus

(Gene Autrey & Oakley Haldeman)
- 4. I'll Be Home For Christmas

(Kim Gannon, Walter Kent & Buck Ram)
- 5. Blue Christmas

(Billy Hayes & Jay Johnson)
- 6. Santa Bring My Baby Back (To Me)

(Aaron Schroeder & Claude Demetrius)
Kant B:
- 1. O Little Town of Bethlehem

(Philips Brooks & Lewis Redner)
- 2. Silent Night

(Joseph Mohr & Franz Gruber)
- 3. (There'll Be) Peace in the Valley (For Me)*

(Thomas Dorsey)
- 4. I Believe*

(Ervin Drake, Irving Graham, Jimmy Shirl & Al Stillman)
- 5. Take My Hand, Precious Lord*

(Thomas Dorsey)
- 6. It Is No Secret (What God Can Do)*

(Stuart Hamblen)
De met * gemerkte titels verschenen eerder op de ep Peace in the Valley.

## Heruitgaven
Elvis' Christmas Album bleef tot ver in de jaren 60 een populaire kerstplaat. Elk jaar behaalde het wel de Top Holiday Albums-hitlijst die Billboard elk jaar vanaf een paar weken voor kerst samenstelt. Wel was het originele album uit 1957 inmiddels vervangen door een nieuwe persing met een nieuwe hoes.
In 1970 was het originele album inmiddels niet meer verkrijgbaar. Omdat er toch nog veel belangstelling voor de plaat was, besloot platenmaatschappij RCA het album opnieuw uit te brengen op haar budget-label Camden Records. De tracklisting en de hoes werden daarvoor ingrijpend gewijzigd: de vier gospelsongs van het originele album waren verdwenen en twee andere tracks, If Everyday Was Like Christmas (uit 1966) en Mama Liked The Roses (1970) kwamen ervoor in de plaats. 
Op de hoes was een foto afgebeeld van Elvis Presley in de sneeuw. (Een variant op deze hoes was onder meer in Nederland verkrijgbaar.)
Het was deze versie die uiteindelijk in de VS het meest werd verkocht, met in totaal ongeveer tien miljoen exemplaren.
Medio jaren 70 werd de budget-versie op Camden Records opnieuw uitgebracht via het Pickwick Records label, ook dit keer weer met een nieuwe hoes. Enkele jaren waren zowel de uitgave op Camden als die op Pickwick naast elkaar verkrijgbaar. In de jaren 80 werd de Pickwick-persing voor het eerst op cd uitgebracht.
De originele uitgave is inmiddels niet meer verkrijgbaar als cd, nog wel als speciale editie op vinyl. Wel zijn de tracks op het album inmiddels vele keren opnieuw uitgegeven op diverse 'nieuwe' kerst-cd's van Presley (zie hieronder). Een heruitgave van het oorspronkelijke album, inclusief de originele hoes, is enige jaren geleden op de markt gekomen dankzij het Follow That Dream (FTD) label van de erven Elvis Presley. Dit label specialiseert zich in speciale heruitgaven van klassieke Elvis-albums. De heruitgave van Elvis' Christmas Album bevat alle tracks van het oorspronkelijke album, aangevuld met drie nummers die niets met kerst te maken hebben (maar wel in dezelfde opnamesessies uit september 1957 zijn opgenomen) plus een aantal alternatieve takes.

## Andere kerstplaten van Elvis
Elvis Presley heeft in zijn carrière twee officiële kerstplaten gemaakt: Elvis' Christmas Album uit 1957 en Elvis Sings The Wonderful World of Christmas uit 1971. In 1966 verscheen de kerstsingle If Everyday Was Like Christmas, die in 1970 op een heruitgave van Elvis' Christmas Album werd gezet. In totaal gaat het om 25 nummers die in de loop der jaren op veel verschillende manieren zijn (her)uitgebracht op cd:
- A Merry Christmas with Elvis Presley (1982)

Nederlandse heruitgave van Elvis Sings the Wonderful World of Christmas, met nieuwe hoes en nieuwe titel.
- Blue Christmas (1992)

Verzamel-cd met vier nummers van Elvis' Christmas Album en vier van Elvis Sings The Wonderful World of Christmas.
- If Everyday Was Like Christmas (1994)

Alle nummers van beide officiële kerstalbums, plus alternatieve versies van vier nummers.
- It's Christmas Time (1999)

Heruitgave van de versie van Elvis' Christmas Album van 1970, met nieuwe hoes en titel.
- White Christmas (2001)

Combinatie van de beide officiële kerstalbums, aangevuld met de nummers If Everyday Was Like Christmas en Mama Liked The Roses.
- Christmas Peace (2003)

Dubbelalbum met op de eerste disc twintig kerstsongs en op de tweede disc twintig religieuze opnamen.
- Elvis Christmas (2006)

Combinatie van beide officiële kerstalbums.
- I'll Be Home For Christmas (2000)

De acht kerstsongs van Elvis' Christmas Album (dus zonder de vier gospelsongs van het oorspronkelijke album)
- White Christmas (2008)

De twaalf nummers van Elvis' Christmas Album, maar dan in een andere volgorde. Budget-uitgave op het Vintage label van het Nederlandse Disky Communications, destijds een onderdeel van EMI Music.
- Christmas Duets (2008)

Dertien kerstsongs van de twee kerstalbums, verwerkt tot duetten met eigentijdse artiesten.
- The Classic Christmas Album (2012)

Compilatie van de twee officiële kerstalbums, plus twee tracks van Christmas Duets.
- Merry Christmas...Love, Elvis (2013)

Verzameling van diverse kerstsongs van beide officiële kerstalbums.
- Ultimate Christmas (2015)

Dubbel-cd met op cd 1 verschillende nummers van beide originele kerstalbums. Cd 2 is Christmas Duets (2008).
- Elvis Christmas (2017)

Verzameling van diverse kerstsongs van beide albums voorzien van een nieuwe begeleiding door het Royal Philharmonic Orchestra
De laatste jaren stonden verschillende titels in de Top Holiday Albums-lijst van Billboard, zoals It's Christmas Time, The Classic Christmas Album, Blue Christmas, Ultimate Christmas en Merry Christmas...Love, Elvis.